# Thomisus danieli
Thomisus danieli är en spindelart som beskrevs av Gajbe 2004. Thomisus danieli ingår i släktet Thomisus och familjen krabbspindlar. Inga underarter finns listade i Catalogue of Life.